# 18520 Wolfratshausen
18520 Wolfratshausen este un asteroid din centura principală de asteroizi.

## Descriere
18520 Wolfratshausen este un asteroid din centura principală de asteroizi. A fost descoperit pe 6 noiembrie 1996 la Chichibu de Naoto Satō. Asteroidul prezintă o orbită caracterizată de o semiaxă mare de 2,68 ua, o excentricitate de 0,19 și o înclinație de 3,6° în raport cu ecliptica.